# Hilda Smith
Hilda Smith (Leigh, Reino Unido, 30 de septiembre de 1909-enero de 1995) fue una gimnasta artística británica, medallista de bronce olímpica en Ámsterdam 1928 en el concurso por equipos.

## Carrera deportiva
En las Olimpiadas celebradas en Ámsterdam en 1928 gana medalla de bronce en el concurso por equipos, tras las neerlandesas (oro) e italianas (plata), siendo sus compañeras de equipo las gimnastas: Lucy Desmond, Margaret Hartley, Amy Jagger, Isobel Judd, Jessie Kite, Marjorie Moreman, Edith Pickles, Ethel Seymour, Ada Smith, Annie Broadbent y Doris Woods.